# اندیس منطقه ۴ جیان
منطقه ۴ جیان یک اندیس فلزی است که در حوالی شهر جیان استان فارس قرار دارد و مادهٔ معدنی موجود در آن، مس است.  در این اندیس، پاراژنز‌های پیریت، با یافت می‌شوند.